# 金森頼直
金森 頼直（かなもり よりなお）は、飛騨高山藩の第4代藩主。
元和7年（1621年）、第3代藩主・金森重頼の長男として生まれる（生年には元和5年（1619年）説もある）。慶安3年（1650年）、父の死去により家督を継いだ。藩政においては神社の修復、特に千光寺の再興に尽力した。寛文3年(1663年)、病により剃髪し、立軒素白と号した。
寛文5年（1665年）7月18日、江戸の藩邸で病死。禁止令が出ていたため、殉死者（追腹）はいなかった。享年45または47。
跡を長男の頼業が継いだ。